# Mitsubishi Grandis
De Mitsubishi Grandis is een zes- of zevenzits MPV, gebouwd door Mitsubishi Motors om de Chariot / Space Wagon / Nimbus-lijn op te volgen. Hij werd gelanceerd op 14 mei 2003 en wordt verkocht in Japan, Azië, Europa, Oceanië, Mexico, Honduras, Jamaica, en Zuid-Amerika.
De beschikbare motoren zijn: een 2,4-liter vier-cilinder benzinemotor en een van Volkswagen afkomstige 2.0-liter turbodiesel.

## Nieuw leven
Op 18 februari 2025 werden teasers van een nieuw leven ingeblazen Mitsubishi Grandis getoond. Dit model is gebaseerd op de Renault Symbioz uit 2024. De verwachting is dat dit voertuig in juli 2025  zal worden onthuld.

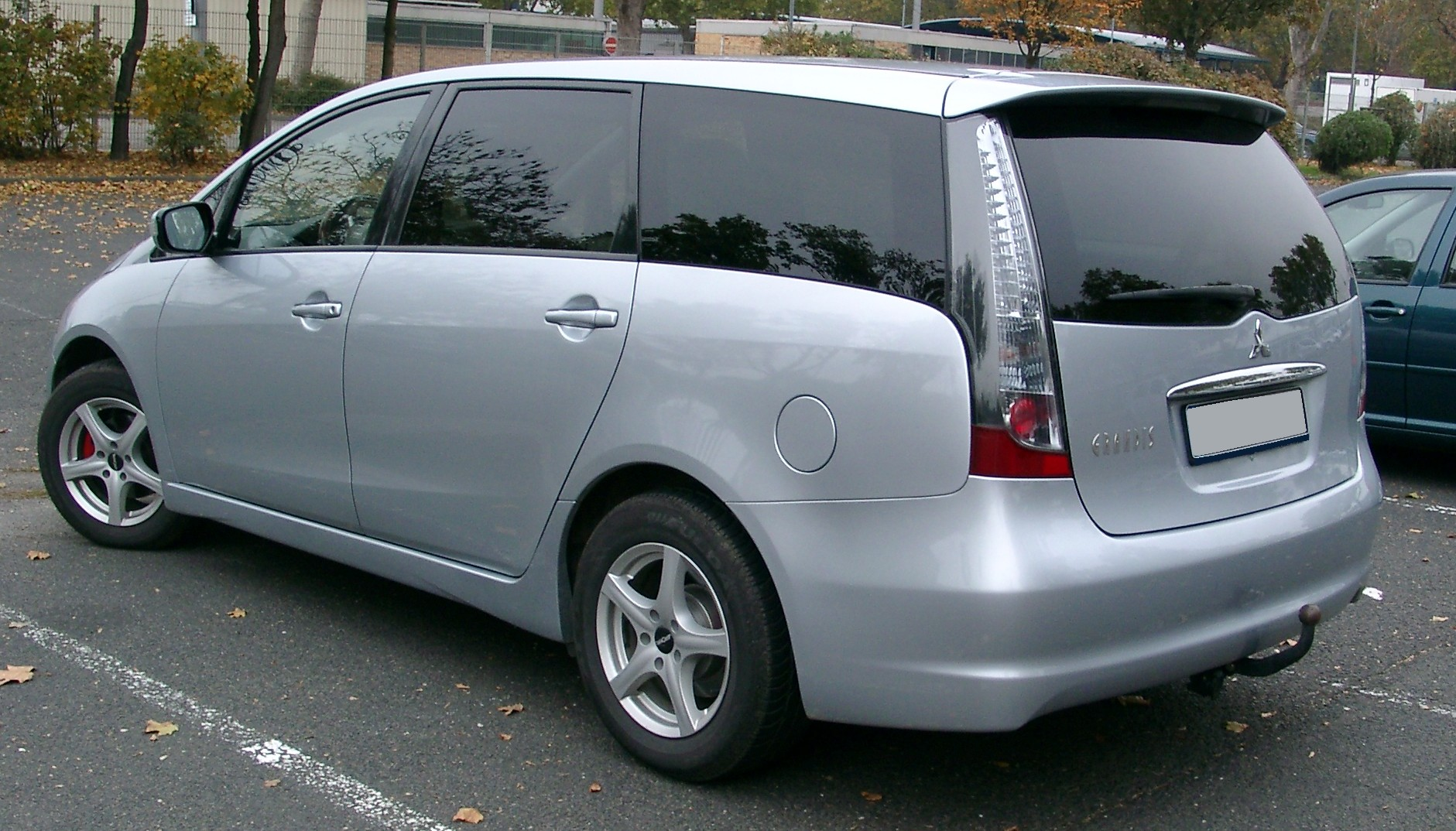
Achterzijde met LED-verlichting

Huidige modellen:
380 ·
Adventure ·
ASX ·
Challenger/Pajero Sport ·
Colt ·
Delica ·
Eclipse ·
eK ·
Endeavor ·
Freeca ·
Galant ·
Grandis ·
i ·
Jolie ·
Kuda ·
L200 ·
Lancer ·
Lancer Evo ·
Maven ·
Minica ·
Nativa ·
Outlander ·
Pajero ·
Pajero iO ·
Pajero Mini ·
Pajero Pinin ·
Raider ·
Space Gear ·
Strada ·
Town Box ·
Triton ·
Zinger
Historische modellen:
360 ·
3000GT ·
500 ·
Airtrek ·
Aspire ·
Carisma ·
Chariot ·
Cordia ·
Debonair ·
Diamante ·
Dignity ·
Dingo ·
Dion ·
Emeraude ·
Eterna ·
Expo ·
Forte ·
FTO ·
Galant GTO ·
Galant VR-4 ·
Jeep CJ-3B ·
Galant Lambda ·
GTO ·
Lancer 1600 GSR ·
Legnum ·
Libero ·
L200 ·
Magna ·
Mirage ·
Model A ·
Nimbus ·
Pajero Junior ·
Pistachio ·
Proudia ·
RVR ·
Sapporo ·
Sigma ·
Space Runner ·
Space Wagon ·
Space Star ·
Starion ·
Toppo ·
Tredia ·
Verada
Conceptauto's:
Concept CT MIEV ·
Concept D-5 ·
Concept EZ MIEV ·
Lancer Evolution ·
HSR ·
i ·
SE-RO ·
SST ·
Tarmac